# مالکور-سور-سی
مالکور-سور-سی (به فرانسوی: Malaucourt-sur-Seille) یک کمون در فرانسه است که در Canton of Delme واقع شده‌است.

## خصوصیات
مالکور-سور-سی ۷٫۱۷ کیلومترمربع مساحت و ۱۴۳ نفر جمعیت دارد و ۲۶۰ متر بالاتر از سطح دریا واقع شده‌است.